# 烟囱

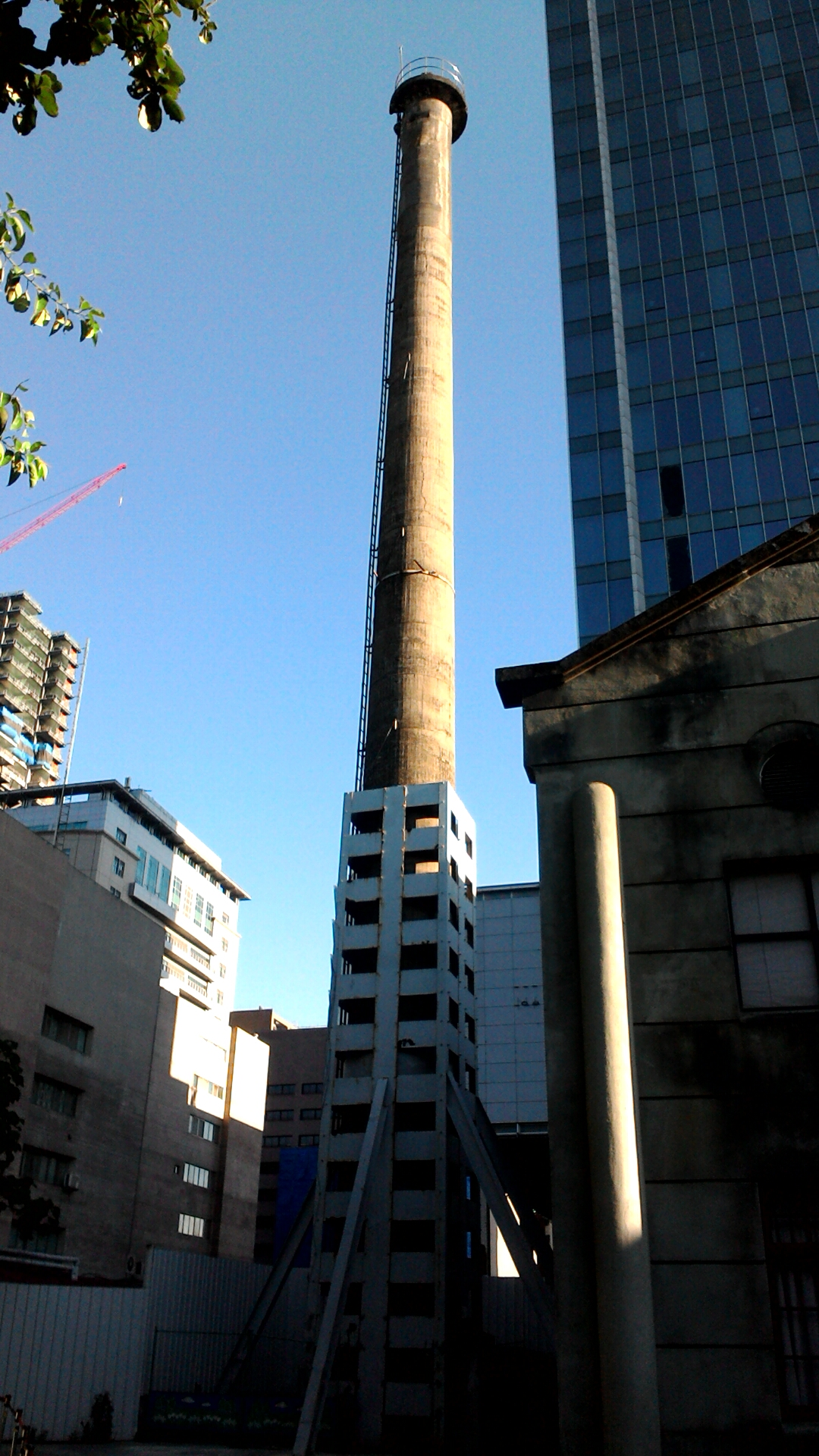
松山菸廠煙囪。

煙囱，又叫「煙通」，指經爐排放烟雾、熱氣至大氣的結構，外形多屬垂直或近垂直。

## 历史
公元前5000年左右，西安半坡古居民，在烧制陶器的时候即已使用类似烟囱的装置。约公元前3000年，古印度在冶炼铜的时候使用高烟囱排烟。
在西方，古罗马时代即有类似烟囱的管道，但真正的烟囱出现于12世纪。

## 文化
在西方传说中，圣诞老人会經烟囱入屋。

## 註
1. ↑  朝花夕拾用過。[1]